# Administración Nacional del Seguro de Salud
La Administración Nacional del Seguro de Salud (ANSSAL) de Argentina fue un organismo de la Administración Pública Nacional, que dependía del Poder Ejecutivo a través del Ministerio de Salud y Acción Social.

## Historia
Fue creada por ley n.º 23 661, sancionada en diciembre de 1988 y promulgada en enero de 1989, durante el gobierno de Raúl Alfonsín. A través de esta ley el Poder Legislativo creó el Sistema Nacional del Seguro de Salud y la Administración Nacional del Seguro de Salud (esta última como organismo de la Secretaría de Salud del Ministerio de Salud y Acción Social).
En 1996 el Poder Ejecutivo creó la Superintendencia de Servicios de Salud por decreto presidencial n.º 1615 de Carlos Menem del 23 de diciembre de ese año, fusionando la Administración Nacional del Seguro de Salud con la Dirección Nacional de Obras Sociales y el Instituto Nacional de Obras Sociales.